# Édouard Dentu
Pour les articles homonymes, voir Dentu.
Henri-Justin-Édouard Dentu, né le 21 octobre 1830 à Paris 10e et mort le 13 avril 1884 à Paris 16e, est un éditeur et libraire français. Il est notamment connu pour avoir été le premier à publier les ouvrages d'Allan Kardec.

## Biographie

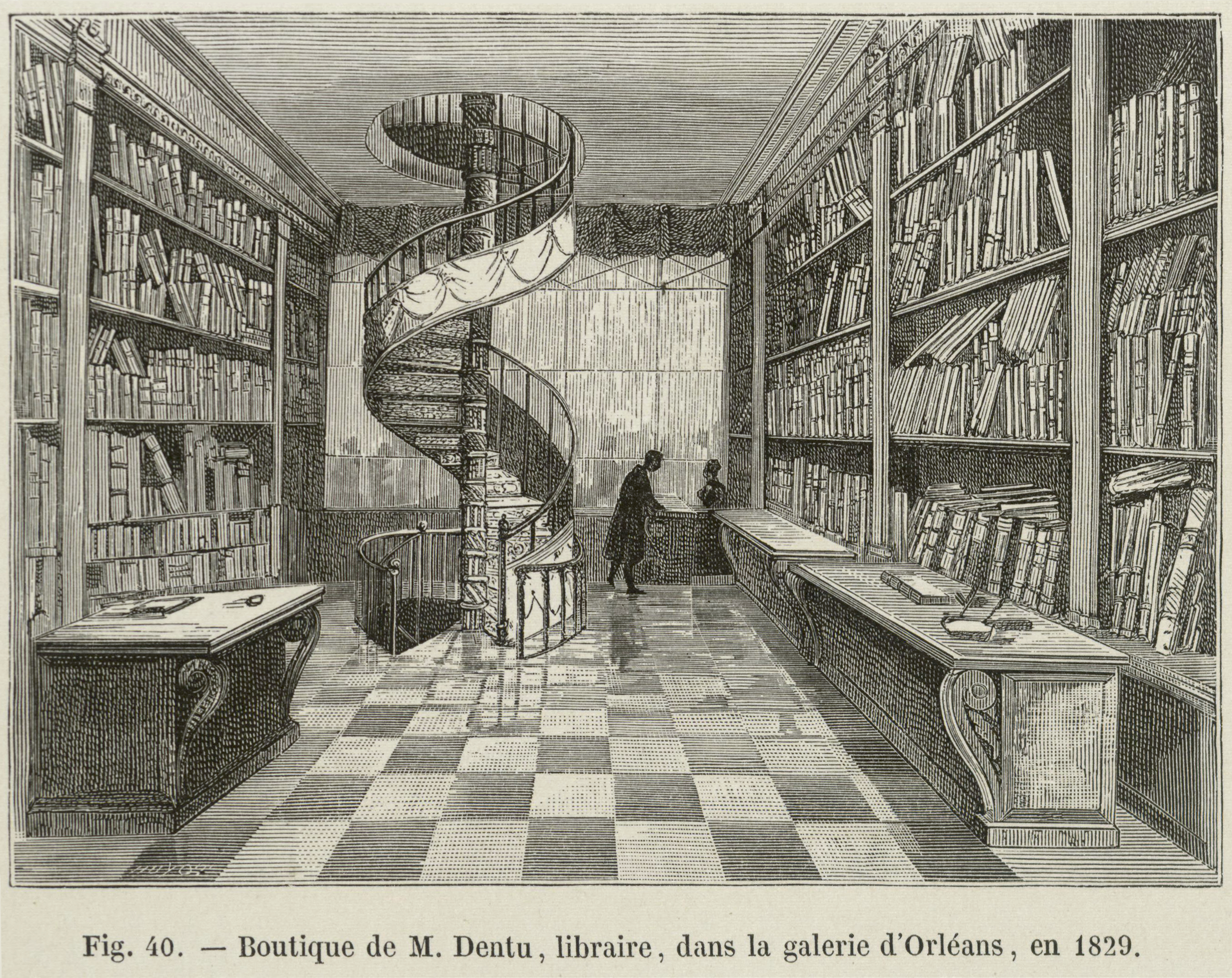
Vue de la librairie Dentu, galerie d'Orléans (Palais-Royal) en 1829.

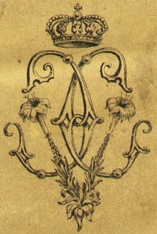
Marque de la librairie Gabriel Dentu en 1842, reprise plus tard par son fils Édouard.

Petit-fils du libraire et homme de presse Jean-Gabriel Dentu, fils de Mélanie Dentu et de Gabriel-André Dentu, qui continua le même métier, Édouard Dentu hérite de la librairie familiale installée dans les galeries en bois longeant les arcades du Palais-Royal. Celle-ci est au bord de la faillite, nombre des ouvrages publiés ou imprimés par son père et son grand-père ont fait scandale… Les procès se sont accumulés pour diffamation, contrefaçon ou même atteinte à la dignité royale, et l'imprimerie est obligée de fermer en 1849, quand le jeune Dentu se lance totalement dans le métier d'éditeur, partant en quête d'auteurs à succès. Ses imprimés contiennent pourtant de nombreuses fautes de typographie pour cause de non-correction.
Parfois surnommé « le gros Dentu », il est aussi décrit par les frères Goncourt comme quelqu'un « aimant le bruit et la publicité ». Il est vrai qu'il se démena sans compter sous le Second Empire et publia près de 6 000 brochures et pamphlets politico-religieux dont certains visaient Ernest Renan et sa Vie de Jésus (1863). Il devint le « libraire officiel de la Société des gens de lettres » en publiant tout aussi bien des proches du régime comme Arsène Houssaye que des opposants plus ou moins déclarés comme Alfred de Falloux, Charles de Montalembert, quand ce n'étaient pas des progressistes notoires tels Edgar Quinet, Proudhon ou Louis Blanc. Opportuniste, mondain, fêtard, il aimait recevoir et organiser des dîners avec à sa table « ses chers écrivains ».
Il ouvrit son catalogue à une littérature populaire, laquelle constitua le gros de ses ventes, avec des auteurs comme Paul Féval, Hector Malot, Emile Gaboriau, Ponson du Terrail ou Émile Richebourg. Passionné d'occultisme et de magie, il se lie d'amitié avec Allan Kardec et le publie. Ses ouvrages sont souvent illustrés, comme avec Fernand Auguste Besnier, dessinateur prolifique.
Après 1870, il édita du beau livre, laissant le soin à certains de ses auteurs comme Champfleury, le choix des ornements.
C'est en 1884 à l'âge de 53 ans, qu'il meurt des suites d'une maladie du foie.
Après sa mort, sa veuve, Laure Dentu (née Faure Decamps), reprit la succession puis confia la gérance à Henri Floury qui quittera la maison en 1894. En 1888, Dentu lance La Vie pour rire, un hebdomadaire de textes humoristiques. Floury lance alors une collection appelée « Les maîtres du roman », plus de 100 romans populaires vendus à 60 centimes l'unité ; c'est dans cette collection que paraît la première traduction en français de Cent ans après ou l'An 2000 d'Edward Bellamy (1891).
Au début des années 1890 et jusqu'en été 1894, l'imprimeur et bibliophile suisse Édouard Guillaume, lance une collection de in-8° et de in-16° sous la marque Dentu. Deux série de livres, Nelumbo et Euryale, ainsi qu'un périodique, La Bambou et son supplément, Le Carillon, sortent des presses, dont les directeurs sont J.-H. Rosny aîné et son frère J.-H. Rosny jeune sous le nom de plume collectif « J. de Boriana ».
Par la suite, les deux gérants, Lucien Curel et Gougis à qui la veuve Dentu avait confié la maison, firent faillite en 1895. Fayard reprit alors une partie du fonds.